# 米哈伊尔·斯塔尔希诺夫
米哈伊尔·叶夫根尼耶维奇·斯塔尔希诺夫（俄语：Михаил Евгеньевич Старшинов，羅馬化：Mikhail Yevgen'yevich Starshinov，1971年12月12日—）是俄罗斯政治人物，第5届、第6届、第7届和第8届国家杜马代表。
2000年代初，斯塔希诺夫在莫斯科及莫斯科州从事创业活动；他拥有和共同创办了多家大型私营企业。在2005年，他被任命为俄罗斯煤炭股份公司副总裁。在2006 年，他担任埃列克特罗斯塔尔副总经理。2006年，他在祖国党开始了政治生涯。同年，他当选为中央委员会委员、公正俄罗斯—为了真理斯摩棱斯克州地区支部委员会主席。2007年至2011年任第5届国家杜马议员。2011年，他成为全俄人民阵线成员。2011年8月，他被公正俄罗斯—为了真理除名。2011年至2016年，斯塔希诺夫担任第6届国家杜马代表。 2016年和2021年分别连任第7届和第8届国家杜马议员。

## 制裁
他是美国财政部于2022年3月24日因2022年俄乌战争而受到制裁的国家杜马成员之一。